# Phenasteron longiconductor
Phenasteron longiconductor är en spindelart som beskrevs av Baehr och Rudy Jocqué 200. Phenasteron longiconductor ingår i släktet Phenasteron och familjen Zodariidae. Inga underarter finns listade i Catalogue of Life.